# 57e parallèle sud
Pour les articles homonymes, voir 57e parallèle.
En géographie, le 57e parallèle sud est le parallèle joignant les points de la surface de la Terre dont la latitude est égale à 57° sud.

## Géographie

### Dimensions
Dans le système géodésique WGS 84, au niveau de 57° de latitude sud, un degré de longitude équivaut à 60,772 km ; la longueur totale du parallèle est donc de 21 878 km, soit environ 55 % de celle de l'équateur. Il en est distant de 6 320 km et du pôle Sud de 3 682 km,.

### Régions traversées
Le 57e parallèle sud ne coupe aucune terre émergée. En débutant par 0° de longitude et en se dirigeant vers l'est, le parallèle passe successivement au-dessus des océans suivants :
- Océan Atlantique, jusqu'à la longitude du cap des Aiguilles (20° E) ;
- Océan Indien, jusqu'à la longitude du cap du Sud-Est (146° 55' E) ;
- Océan Pacifique, jusqu'à la longitude du cap Horn (67° 16' W) ;
- Océan Atlantique, jusqu'à 0°.

La terre la plus proche du parallèle est, au nord, l'île Visokoi dans les îles Sandwich du Sud (56° 42' S, à 33 km), et au sud les îles Candlemas et Vindication, également dans les Sandwich du Sud (57° 05' S, à 9 km).